# Gumpertsham (Sauerlach)
Gumpertsham ist ein Ortsteil der oberbayerischen Gemeinde Sauerlach im Landkreis München. 

## Geographie
Die Einöde liegt südwestlich von Arget, besteht aus einem Gutshof und zwei Wohnhäusern. 

## Geschichte
Der Ort wurde erstmals im Jahr 1158 als Humbelshaim in einer Traditionsnotiz des Klosters Dießen urkundlich erwähnt. Im Laufe der Jahrhunderte hat sich der Name der Einöde jedoch mehrfach geändert: Humbelsham (1242) oder Humpelsham (1362). Es liegt der bajuwarische Personenname Umpal zugrunde.
Der Kataster von 1809 verwendet die Bezeichnung Gumpelsheim und in dessen überarbeiteter Version von 1864 wird die Schweige dann bereits als Gumpertsham benannt.

## Sehenswürdigkeiten
In nächster Nähe befindet sich auf dem Weg Richtung Arget die Kapelle St. Corona.